# 漢克·巴拉德
漢克·巴拉德（英語：Hank Ballard，出生名為約翰·亨利·肯德里克斯（英語：John Henry Kendricks），1927年11月18日—2003年3月2日）是一名美國節奏藍調歌手與作曲者，漢克·巴拉德與The Midnighters的主唱以及第一批1950年代早期的搖滾音樂家。他在此流派的發展中發揮了不可或缺的作用，他與The Midnighters發行了熱門單曲〈Work with Me, Annie〉以及其回應曲〈Annie Had a Baby〉和〈Annie's Aunt Fannie〉。他之後寫的〈The Twist〉知名於恰比·卻克的翻唱，同時它傳播了搖滾舞蹈（扭扭舞）的流行。他於1990年入選搖滾名人堂。
漢克·巴拉德於2003年3月2日因食道癌在洛杉磯自家中過世，享年75歲。他葬於喬治亞州亞特蘭大的綠蔭公墓。

## 外部連結
- A history of The Midnighters （页面存档备份，存于）
- Allmusic profile
- 在Find a Grave上的漢克·巴拉德
- Discography at Soulfulkindamusic （页面存档备份，存于）
- .   [2018-05-17]. （原始内容存档于2008-06-26）.
- 摇滚名人堂上的漢克·巴拉德